# Койн (син на Полемократ)
Вижте пояснителната страница за други личности с името Койн.
Койн (на старогръцки: Κοίνος), син на Полемократ, е македонски пълководец.
Вероятно е роден в Елимия. Той е споменат за пръв път през 335 г. пр. Хр. като воин на цар Александър Велики в боевете против илирийския цар Главкия. През това време той се жени за дъщерята на един от водещите македонски пълководци Парменион, която е вдовица на Александровия противник Атал († 336 г. пр. Хр.). От нея той има син – Пердика.
Той взема участие във всички битки на похода на Александър в Азия като предводител на изпробваните в боевете елимийски фаланги и е ранен от стрела при Гавгамела По време на опита за покушение на Димна през 330 г. пр. Хр. против Александър Койн е особено старателен обвинител на своя зет Филота. Заедно с Кратер и Хефестион той иска измъчване на Филота. Накрая Филота и Парменион са екзекутирани. През зимата 328 г. пр. Хр. Койн участва в успешната борба против Спитамен от Согдиана.
През 326 г. пр. Хр. в Индия Койн отговаря за транспорта на индския флот по суша, вероятно по Великия индийски път, към Хидасп. След това той ръководи конницата в битката против Пор в гърба на противника. Същата година бунт на войската прекратява по-нататъшното нахлуване на Александър в Индия. Койн е говорител на войската и накарва Александър да се върне в родината.  Малко след това той умира след болест при подготовката на отпътуването от Индия. Александър го погребва с големи почести. Римският историк Курций Руф предполага, че Александър има пръст в смъртта на Койн.